# ریدار اندرسن
ریدار اندرسن (انگلیسی: Reidar Andersen; ۲۰ آوریل ۱۹۱۱ – ۱۵ دسامبر ۱۹۹۱) اسکی‌باز پرش اهل نروژ بود.